# Pau Donés i Cirera
Pau Donés i Cirera (Barcelona, 11 d'octubre de 1966 - Bagergue, Naut Aran, 9 de juny de 2020) fou un compositor, cantant i guitarrista català, membre del grup musical Jarabe de Palo.

## Biografia
Va néixer a l'Hospital del Pilar de Barcelona, com el gran de quatre germans i fill d'Amado, natural de Montanui (Ribagorça) i oficinista en un banc, i de Núria, nascuda a Barcelona i que es va suïcidar quan ell tenia 16 anys; tots dos eren simpatitzants de l'Opus Dei.
Va començar el seu camí amb només 12 anys, edat en la qual va tenir la seva primera guitarra, i quan en tenia tretze li van diagnosticar dislèxia. Als 15 anys, amb el seu germà Marc, que tocava la bateria, va formar el seu primer grup, Jay & Company Band, i més tard, Dentaduras Postizas.
Es va llicenciar en Econòmiques a la Universitat de Barcelona, i mentre estudiava treballava fent de model publicitari. Quan va acabar la carrera va treballar en una agència de publicitat com a executiu de comptes, feina que compaginava amb concerts en locals nocturns de Barcelona. Amb els diners que va aconseguir treballant-hi va adquirir el seu primer equip, format per una gravadora, un sintetitzador, una taula de mescles i una guitarra elèctrica Fender Stratocaster, i amb aquests mitjans va gravar els seus primers temes. El seu primer concert va ser a la sala Tarantos de Barcelona, actuant per als executius de la discogràfica Virgin.
Amb el temps va formar Jarabe de Palo, grup que va començar a ser conegut en la tardor de 1996. El seu primer tema, "La Flaca", es va fer famós gràcies a un espot publicitari de la marca Ducados per a la campanya publicitària de "Carácter Latino". L'èxit del grup va néixer després de la campanya d'aquest espot, en plena primavera de 1997 i després es va consolidar com uns dels grups de més èxit a Espanya i amb una àmplia discografia.

### Salut i retirada dels escenaris
L'any 2015 va anunciar que l'havien operat d'un càncer de colon i que li havien tret mig còlon (el 24 d'agost) i mig fetge (el 18 de setembre), i va haver de cancel·lar els concerts de la gira que hi havia programada. Tot i així, el desembre d'aquell any va fer dos concerts benèfics a la sala Luz de Gas de Barcelona amb el títol "Jarabe contra el cáncer", per tal de recaptar diners per a la investigació científica relacionada amb el càncer colorectal. El 4 d'abril de 2016 va anunciar a Facebook que ja estava net de càncer, però a principis del 2017 va patir una metàstasi al fetge; malgrat tot, no va deixar de banda els seus projectes personals i va seguir endavant amb una gira, un nou disc (50 palos) i la seva biografia. En aquella època de tractament generà polèmica el seu suport a les teràpies pseudocientífiques de Josep Pàmies amb el qual es tractà del càncer a base de la planta de Kalanchoe, la qual es considera una teràpia molt perillosa, ja que no ha demostrat cap efecte contra el càncer i, a més, ha arribat a induir els pacients a abandonar teràpies efectives com la quimioteràpia. La teràpia amb Josep Pàmies a més incloïa una "dieta alcalina, amb molta hortalissa i eliminar el sucre i la farina refinada".
L'octubre de 2018 va anunciar que deixaria tant els escenaris com la composició musical a partir de gener del 2019, i al novembre va dir que, després de 20 anys connectat a la música, acabaria amb un concert a Tarragona. Finalment, després de dos concerts solidaris al desembre al Luz de Gas per recaptar fons per a la lluita contra el càncer, Jarabe y amigos contra el cáncer, va fer el concert de comiat a la Tarraco Arena Plaça, clausurant la gira "Adiós pero hasta luego. Muchas gracias por todo", que l'havia dut per una vintena de ciutats. En un vídeo de l'1 de gener de 2019 es va acomiadar dient que tornaria, i també va esborrar els seus perfils a les xarxes socials.
Es va instal·lar a Califòrnia (EUA) i es va centrar en fer de pare de la seva filla Sara, duent una vida més tranquil·la, ja que "estava una mica cremat" de l'anterior. El desembre de 2019 va tornar temporalment als escenaris amb la seva banda per a fer un parell de concerts solidaris a Luz de Gas amb una vintena de músics convidats, dels quals se'n va destinar la recaptació de taquilla a la investigació del Vall d'Hebron Institut d'Oncologia.
Durant el confinament a causa de la pandèmia de covid-19, va dedicar, des del seu balcó, una cançó als professionals de la salut, a qui va anomenar "ángeles que visten de blanco".
Va morir el 9 de juny de 2020 als 53 anys, a conseqüència del càncer diagnosticat l'1 de setembre del 2015.

## Discografia amb Jarabe de Palo

### Àlbums d'estudi
- 1996 - La Flaca
- 1998 - Depende
- 2001 - De vuelta y vuelta
- 2003 - Bonito
- 2004 - 1 m²
- 2007 - Adelantando
- 2009 - Orquesta reciclando
- 2011 - ¿Y ahora qué hacemos?
- 2014 - Somos
- 2017 - 50 palos
- 2020 - Tragas o escupes

### Recopilatoris
- 2003 - ¿Grandes éxitos? (recopilatori)
- 2004 - Lucha rock: Jarabe de Palo / Enrique Bunbury
- 2004 - Fundamentales
- 2004 - Colección "Grandes"
- 2005 - Completo, incompleto
- 2006 - Edición 10º aniversario "La Flaca"

### En directe
- 2015 - Tour Americano 14-15 (CD/DVD)
- 2018 - Jarabe filarmónico (13 temes gravats amb la Filharmònica de Costa Rica i arranjaments de Paul Rubinstein)[15]

### Singles
- 2004 - Romeo y Julieta
- 2008 - Mucho más, mucho mejor
- 2012 - Come un pittore (Modà feat. Jarabe de Palo)
- 2017 - Voodoo Love
- 2020 (maig) - Tragas o escupes

## Llibres
- 50 palos ... y sigo soñando.  Editorial Planeta, 2017, p. 336. ISBN 978-84-08-16661-0.
- 100 letras (Jarabe de Palo).  Tronco Records, 2019.[15]